# Australian Journal of Grape and Wine Research
Australian Journal of Grape and Wine Research est une revue scientifique focalisée sur l'étude du raisin et du vin.
La publication est faite pour le compte de l' Australian Society of Viticulture and Oenology (ASVO), une organisation fondée en 1980 et basée à Glen Osmond, en Australie-Méridionale.